# Chen Shih-hsin
Chen Shih-Hsin, född 16 november 1978, är en taiwanesisk taekwondoutövare. Hon är den första taiwanesiska utövaren som vunnit olympisk guldmedalj, då hon vann guld i OS 2004 i Aten den 26 augusti 2004.
Chen Shih-Hsin var känd som en av 10 utestående ungdomar 2001. För närvarande är hon en associerad professor i Taipei.